# Longford (Tasmanien)

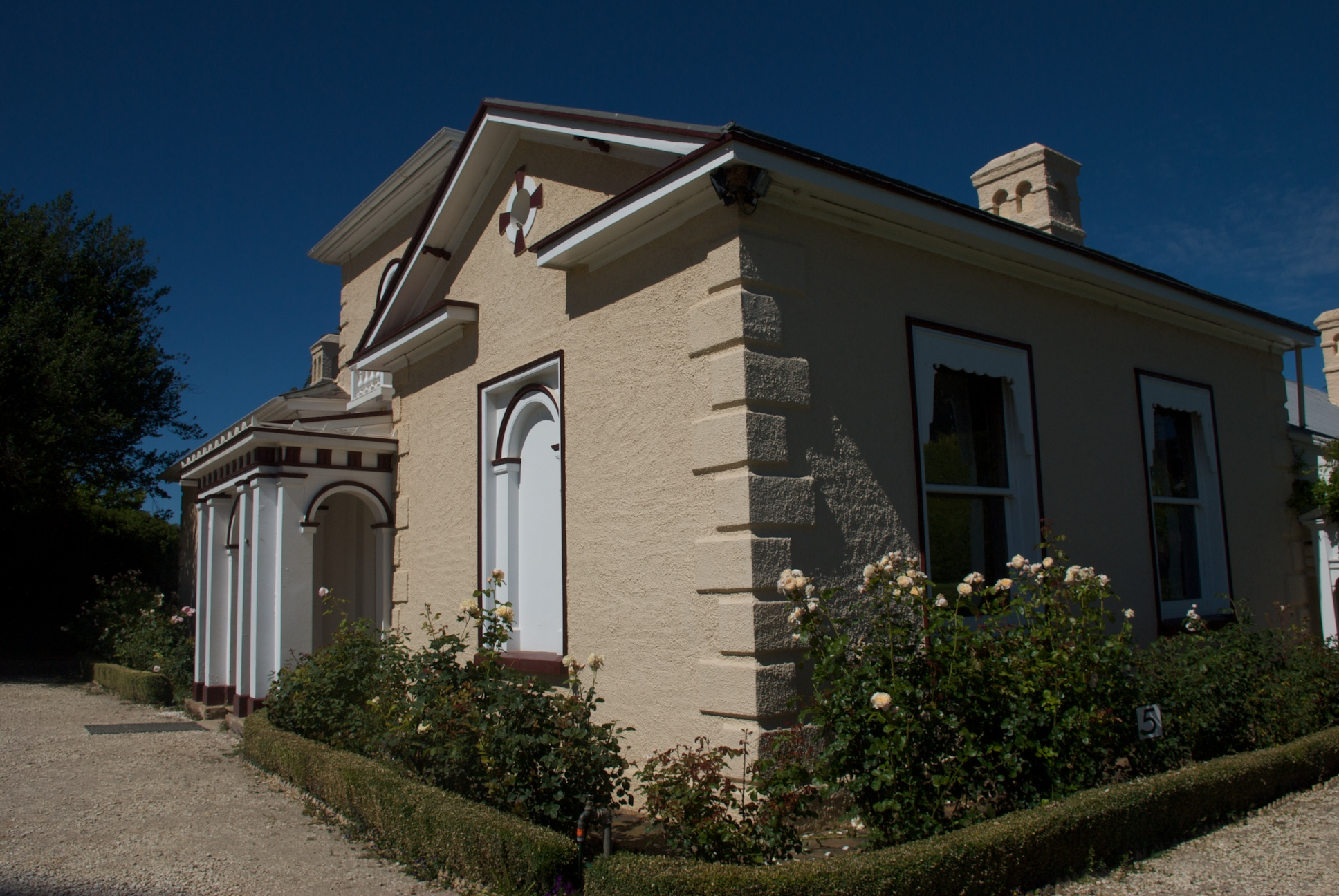
Woolmers Estate nahe Longford

Longford ist eine Stadt im Nordosten von Tasmanien in Australien. Sie liegt 21 km südlich der Stadt Launceston an der Illawarra Main Road, die den Bass Highway und den Midland Highway verbindet. 
Bevor die europäischen Siedler ankamen, war dieses Gebiet das Stammesland der Panninher-Aborigines im nördlichen Midland Tasmaniens. Die ersten Siedler von der Norfolkinsel erreichten 1807 dieses Gebiet. Die Stadt entstand 1813, als der Gouverneur Lachlan Macquarie Landrechte für die Siedler garantierte. Der Ort wurde 1833 in Longford nach einer irischen Stadt umbenannt, das Gebiet der jetzigen Stadt hieß ursprünglich Norfolk Plains. Heute wird dieser Ort häufig von Touristen besucht, die vor allem die historischen Gebäude besichtigen.
Unweit von Longford befinden sich die Brickendon and Woolmers Estates, zwei landwirtschaftliche Anwesen, die aufgrund ihrer Bauweisen und Rosengärten in die Australian Heritage List eingetragen und als UNESCO-Weltkulturerbe anerkannt sind.

## Persönlichkeiten
- Albert Solomon, einer der Premierminister Tasmaniens, residierte von 1912 bis 1914 in Longford.
- Walter Lee, dreimaliger Premierminister, wurde in Longford geboren und wuchs dort auf.
- Richard Flanagan (* 1961), australischer Schriftsteller und Preisträger des Booker Prize 2014, wurde in Longford geboren.